# Abstrato e concreto
Em Metafísica, a distinção entre abstrato e concreto refere-se a uma divisão entre dois tipos de entidades. Muitos filósofos sustentam que essa diferença tem significado metafísico fundamental. Exemplos de objetos concretos incluem plantas, seres humanos e planetas, enquanto coisas como números, conjuntos e proposiçãos são objetos abstratos. Não há um consenso geral sobre quais são as características distintivas do concreto e do abstrato. Sugestões populares incluem definir a distinção em termos da diferença entre (1) existência dentro ou fora do espaço-tempo, (2) ter causas e efeitos ou não, (3) ter existência contingente ou necessária, (4) ser particular ou universal e (5) pertencer ao reino físico ou mental ou a nenhum dos dois. Apesar desta diversidade de visões, há um amplo consenso sobre a maioria dos objetos quanto a serem abstratos ou concretos. Assim, sob a maioria das interpretações, todas essas visões concordariam que, por exemplo, plantas são objetos concretos enquanto números são objetos abstratos.
Objetos abstratos são mais comumente utilizados em filosofia e semântica. Eles são às vezes chamados de abstracta em contraste com concreta. O termo objeto abstrato é dito ter sido cunhado por Willard Van Orman Quine. Teoria do objeto abstrato é uma disciplina que estuda a natureza e o papel dos objetos abstratos. Ela sustenta que as propriedades podem estar relacionadas aos objetos de duas maneiras: por exemplificação e por codificação. Objetos concretos exemplificam suas propriedades enquanto objetos abstratos apenas as codificam. Essa abordagem também é conhecida como a estratégia da cópula dupla.

## Na filosofia
A distinção tipo-token identifica objetos físicos que são tokens de um tipo particular de coisa. O "tipo" do qual é parte é em si mesmo um objeto abstrato. A distinção abstrato-concreto é frequentemente introduzida e inicialmente compreendida em termos de exemplos paradigmáticos de objetos de cada tipo:
| Abstrato                                 | Concreto                                                          |
| ---------------------------------------- | ----------------------------------------------------------------- |
| Tênis                                    | Uma partida de tênis                                              |
| Vermelhidão                              | Luz vermelha refletida de uma maçã e atingindo os olhos de alguém |
| Cinco                                    | Cinco carros                                                      |
| Justiça                                  | Uma ação justa                                                    |
| Humanidade (a propriedade de ser humano) | População humana (o conjunto de todos os humanos)                 |

Objetos abstratos frequentemente despertam o interesse dos filósofos porque levantam problemas para teorias populares. Em ontologia, objetos abstratos são considerados problemáticos para o fisicalismo e algumas formas de naturalismo. Historicamente, a disputa ontológica mais importante sobre objetos abstratos tem sido o problema dos universais. Em epistemologia, objetos abstratos são considerados problemáticos para o empirismo. Se os abstracta não possuem poderes causais e localização espacial, como sabemos sobre eles? É difícil dizer como eles podem afetar nossas experiências sensoriais, e ainda assim parece que concordamos com uma ampla gama de afirmações sobre eles.
Alguns, como Ernst Mally, Edward Zalta e, argumentavelmente, Platão em sua Teoria das Formas, sustentou que objetos abstratos constituem o assunto definidor da metafísica ou da investigação filosófica de forma mais ampla. Na medida em que a filosofia é independente da pesquisa empírica, e na medida em que questões empíricas não informam questões sobre abstracta, a filosofia pareceria especialmente adequada para responder a estas últimas questões.
Em filosofia moderna, a distinção entre abstrato e concreto foi explorada por Immanuel Kant e G. W. F. Hegel.
Gottlob Frege disse que objetos abstratos, como proposições, eram membros de um terceiro reino, diferente do mundo externo ou da consciência interna.

### Objetos abstratos e causalidade
Outra proposta popular para estabelecer a distinção entre abstrato e concreto argumenta que um objeto é abstrato se não possui poder causal. Um poder causal tem a capacidade de afetar algo causalmente. Assim, o conjunto vazio é abstrato porque não pode agir sobre outros objetos. Um problema com essa visão é que não está claro exatamente o que é ter poder causal. Para uma exploração mais detalhada da distinção entre abstrato e concreto, veja o artigo relevante da Stanford Encyclopedia of Philosophy.

### Entidades quase-abstratas
Recentemente, houve um interesse filosófico no desenvolvimento de uma terceira categoria de objetos conhecidos como quase-abstratos. Objetos quase-abstratos têm recebido atenção particular na área de ontologia social e documentalidade. Alguns argumentam que a aderência excessiva à dualidade platonista do concreto e do abstrato levou a uma grande categoria de objetos sociais sendo negligenciados ou rejeitados como inexistentes porque eles exibem características que a dualidade tradicional entre concreto e abstrato considera como incompatíveis. Especificamente, a capacidade de ter localização temporal, mas não localização espacial, e ter agência causal (mesmo que apenas por meio de representantes). Essas características são exibidas por uma série de objetos sociais, incluindo estados do sistema jurídico internacional.

## Pensamento concreto e abstrato na psicologia
Jean Piaget usa os termos "concreto" e "formal" para descrever dois tipos diferentes de aprendizado. O pensamento concreto envolve fatos e descrições sobre objetos tangíveis do cotidiano, enquanto o pensamento abstrato (operacional formal) envolve um processo mental.
| Ideia Abstrata                                    | Ideia Concreta                                                    |
| ------------------------------------------------- | ----------------------------------------------------------------- |
| Coisas densas afundam.                            | Afundará se sua densidade for maior que a densidade do fluido     |
| Você respira oxigênio e exala dióxido de carbono. | A troca gasosa ocorre entre o ar nos alvéolos e o sangue          |
| As plantas obtêm água através de suas raízes.     | A água difunde-se através da membrana celular das células da raiz |